# 陳勗 (萬曆甲戌進士)
陳勗（？—？），字世勉，福建福寧州寧德縣人，民籍，明朝政治人物。

## 生平
萬曆元年（1573年）癸酉科福建鄉試第六十九名舉人，萬曆二年（1574年）中式甲戌科會試第七十二名，三甲第一百七十八名進士。

## 家庭
曾祖陳則純；祖父陳祥；父陳鸞。前母倪氏；母黃氏。永感下。